# Sphaerolaelaps
Sphaerolaelaps  es un género de ácaros perteneciente a la familia Pachylaelapidae.

## Especies
Sphaerolaelaps Berlese, 1903
- - Sphaerolaelaps calcariger (Berlese, 1902)
  - Sphaerolaelaps holothyroides (Leonardi, 1896)